# Saint-Martin-en-Bière
Saint-Martin-en-Bière è un comune francese di 834 abitanti situato nel dipartimento di Senna e Marna nella regione dell'Île-de-France.

## Società

### Evoluzione demografica
Abitanti censiti